# 行人坂

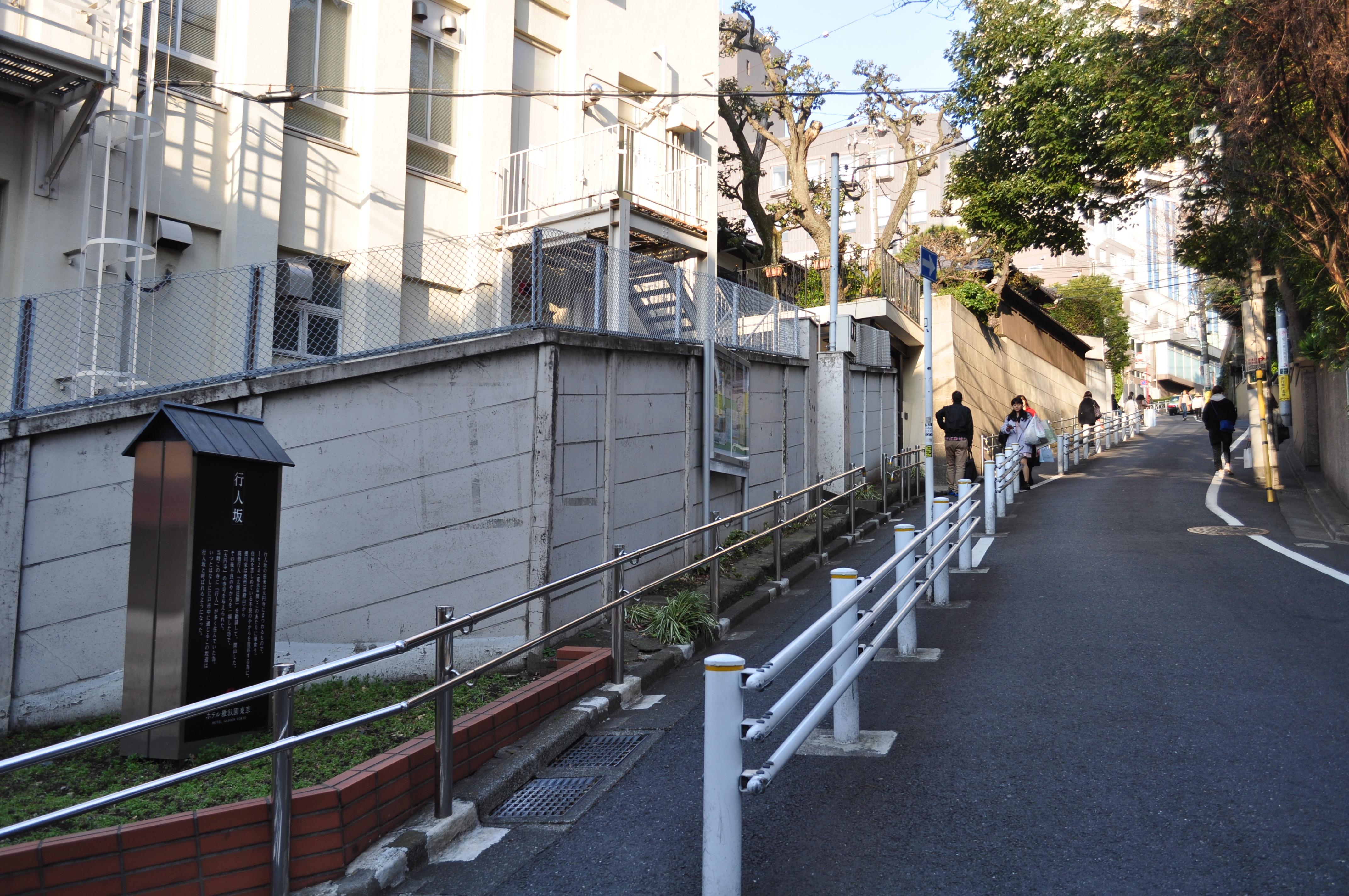
行人坂を坂下から見る（2018年1月）

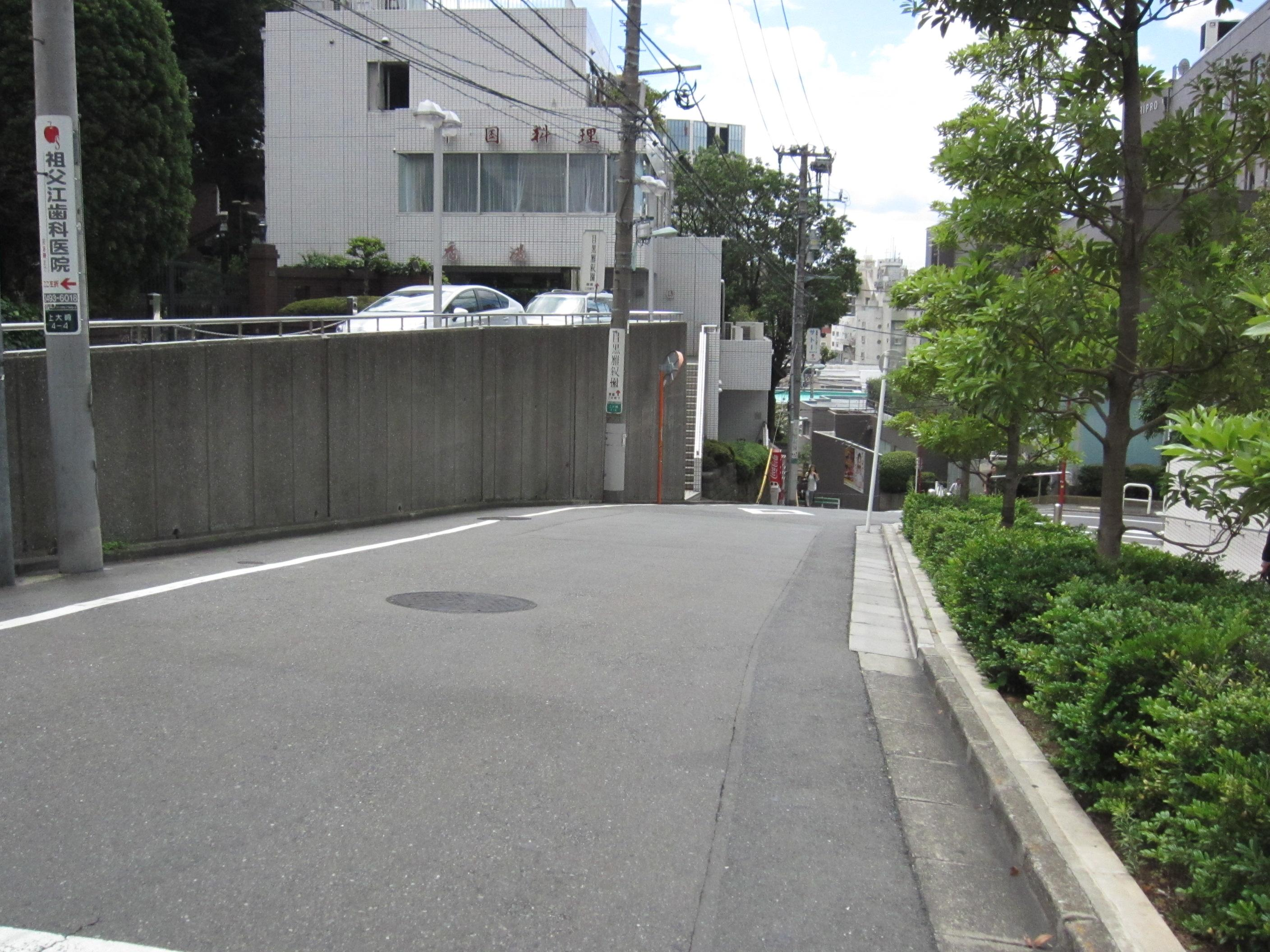
行人坂の坂上の風景

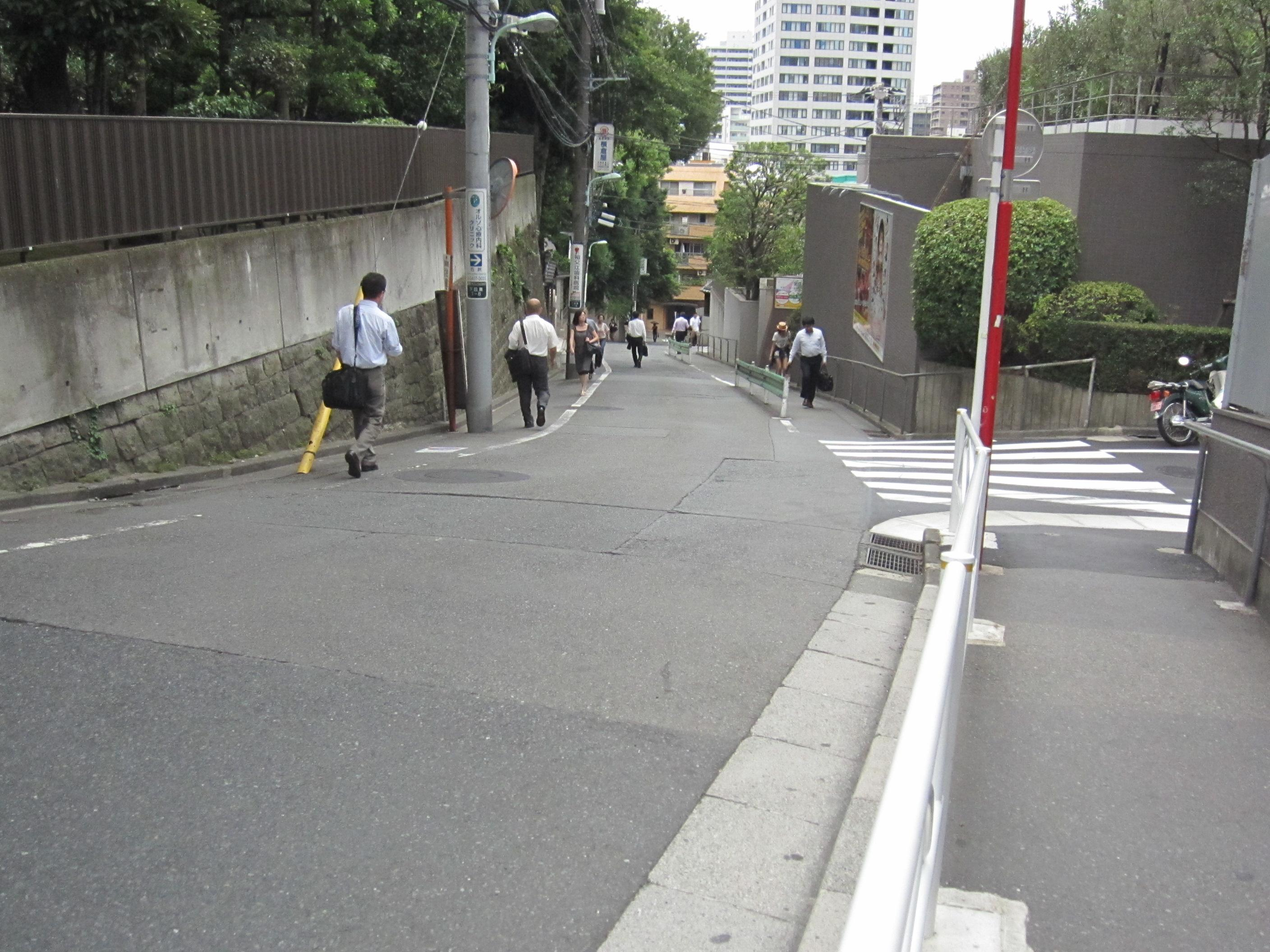
行人坂の中程の風景

行人坂（ぎょうにんざか）は目黒区下目黒と品川区上大崎にまたがる坂である。急な勾配や江戸時代の明和の大火の火元になった大円寺、結婚式場などで知られる目黒雅叙園があることで知られる。江戸時代には江戸と目黒を結ぶ交通の要衝でもあり、富士見の名所としても知られ、また、明和の大火ばかりでなく八百屋お七の恋人とされる吉三の墓もあり江戸の大火に縁のある坂でもある。

## 概要
行人坂は、坂上の一部を品川区上大崎として、坂の大部分は目黒区下目黒1丁目を東西に貫く150mほどの長さの平均勾配が約15.6%になる急峻な坂で、坂はJR目黒駅西口の三井住友銀行目黒支店と同事務センターの間を坂上として始まり、西に向かった坂を左手に大円寺、目黒雅叙園を見ながら下りきると目黒川にかかる太鼓橋に至る。

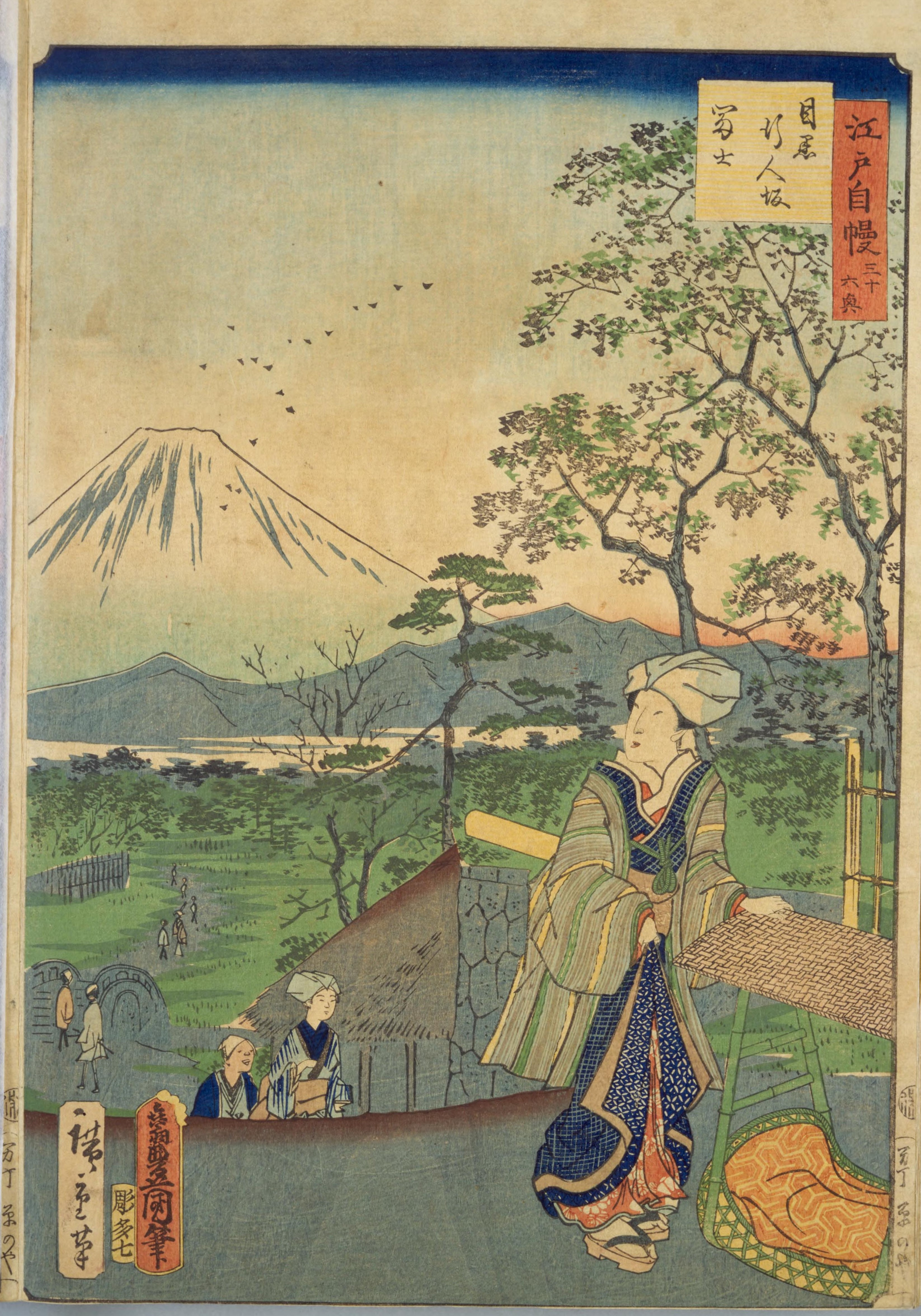
国貞・広重二代『江戸自慢三十六興 目黒行人坂富士』

江戸時代には江戸と目黒不動や目黒大鳥神社、碑文谷円融寺などへの参詣や目黒の農産物を江戸に運ぶ交通の要衝でもあり、行人坂の名の由来は17世紀前半寛永のころに出羽三山の一つ湯殿山の行者の大海法印が大日如来の堂を建て、大円寺の元を開き坂を開いた。以来、行者が多く住み、そのため行人坂と言われるようになったと伝えられている。 
行人坂は坂の頂上からおおむね西南西に急勾配で下るため江戸時代には坂上からは富士山がよく見える富士見の名所として富士見茶屋が置かれ、『江戸名所図会』にも坂の全景と富士見茶屋、太鼓橋の三つが描かれている。
行人坂に面する名所や有名な会社としては、明和の大火や五百羅漢で知られる大円寺・目黒雅叙園・太鼓橋・ホリプロ本社などがあり、すぐ近傍には行人坂教会やトンカツの老舗「とんき」などがある。
急峻な坂であり、自動車は上りの一方通行となっている。

## 江戸の2つの大火事と大円寺
行人坂にある大円寺は見るべきものの多い古刹だが、幅4km長さは24km先まで延焼し、1万5000人が死亡し日本橋が壊滅し上野も焼けた明和の大火（明和9年2月29日（1772年4月1日））の火元になった寺でもある。大円寺は武州熊谷無宿の真秀という僧によって放火されたが、放火された大円寺も責任を問われ、再建が認められたのは70年以上も後のことだった。縁起担ぎの好きな江戸庶民は明和9年を「めいわくの年」と読んでよくないことがおきるのではないかと恐れていたが、それは的中し大惨事が起きてしまうことになった。明和の大火は江戸三大大火の一つで目黒行人坂大火とも呼ばれる。大円寺にあり、行人坂の名所でもある石造五百羅漢像は目黒行人坂火事の犠牲者追悼のために作られたとされている。 
また、明和の大火の約90年前の天和の大火（天和2年12月28日（1683年1月25日））で焼け出された八百屋お七が避難先の寺で出会った吉三に恋焦がれて、吉三に再び会いたい一心で放火し、火あぶりとなった事件で、お七の恋人吉三は後に西運上人となりその墓は大円寺にある（お七の恋焦がれた相手の名や素性は諸説ある。吉三=後の西運上人はその1説である）。お七の墓は故郷の千葉県八千代市の長妙寺や文京区白山の円乗寺にあるが、恋焦がれた吉三と墓が別なのは気の毒と1955年には大円寺に吉三とお七の共同の墓（比翼塚）が置かれた。

## 太鼓橋

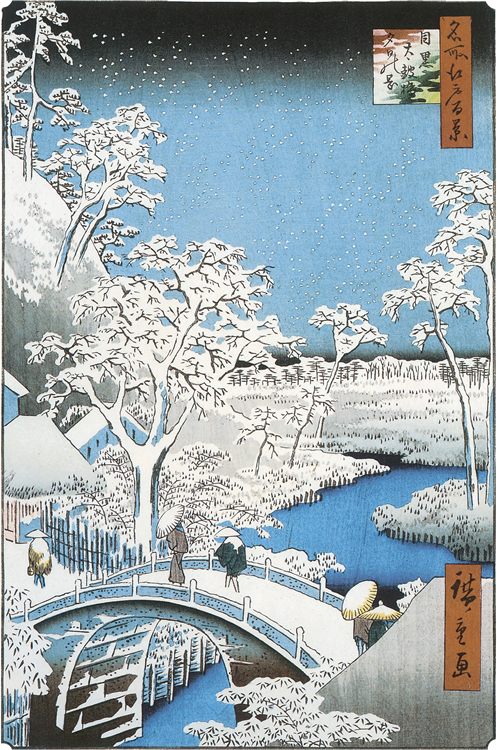
歌川広重が1857年に描いた太鼓橋。左手には急勾配が描かれている

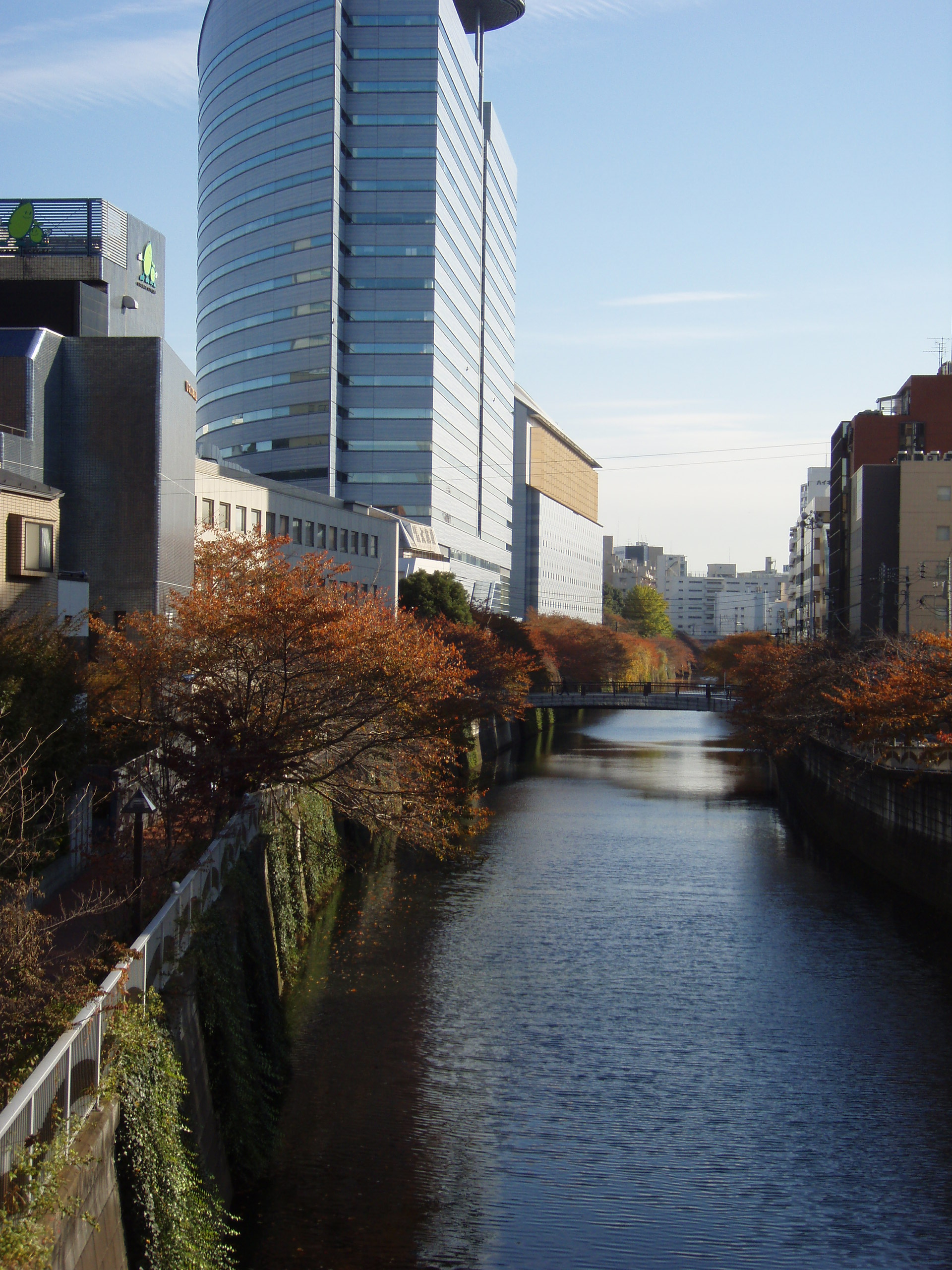
行人坂の下端の目黒川に架かる太鼓橋

行人坂を下りきった最後には目黒川に出て太鼓橋を渡る。江戸時代後期にはアーチ型の石橋で、その形が太鼓の胴を思わせたので太鼓橋の名が付いた。『江戸名所図会』や歌川広重の『名所江戸百景』にも描かれている名所であったが、現在は平らな鉄橋に架け替えられている。

## 目黒雅叙園
行人坂の下部、左側は結婚式場・ホテル・レストランなどで知られる目黒雅叙園がある。江戸時代には大円寺の下には明王院という寺があった。吉三のちの西運上人は明王院の僧であった。明治に廃寺になり、吉三の墓を含め大円寺に移されている。明王院の敷地は現在の目黒雅叙園の敷地の一部となっている。

## 関連文献
- 「下目黒村 行人坂」『新編武蔵風土記稿』 巻ノ47荏原郡ノ9、内務省地理局、1884年6月。NDLJP:763981/104。